# Jan de Bisschop
Jan de Bisschop of Johannes Episcopius (Amsterdam, 1628 - Den Haag, 1671) was een advocaat en kunstenaar uit de Nederlandse Gouden Eeuw.

## Biografie
De Bisschop werd geboren in Amsterdam en afkomstig van een welgestelde familie. Hij was oorspronkelijk een advocaat aan het hof van Holland. Op 12 maart 1648 werd hij in Leiden als jurist ingeschreven. In 1652 startte hij een praktijk in Den Haag. In 1653 trouwde hij met Anna van Baerle, een dochter van de Amsterdamse hoogleraar Caspar Barlaeus.
Kunst was voor De Bisschop voornamelijk ter vermaak en geen vorm van levensonderhoud. De tekenkunst leerde hij in Amsterdam van Bartholomeus Breenbergh in de periode 1644 tot 1648. Ondanks zijn amateurstatus had Jan de Bisschop een grote invloed op de schilderkunst. Zo was hij een van de oprichters van het kunstenaarsgenootschap Confrerie Pictura in Den Haag.
De Bisschop bevond zich in kringen met intellectuele vrienden, zoals Constantijn Huygens jr. Naar aanleiding van de dood van Jan de Bisschop op 6 november 1671 schreef Huygens het onderstaande grafschrift:

HIER LIGHT DE TEECKENAER, DAER S' ALLE NEVENS SATEN
DIE 'T NA HEM DORSTEN DOEN, ALS MINDERE PRELATEN.
ZO SEGGEN WIJ MET RECHT EN SONDER OVER-GUNST,
DE KUNST VAN BISCHOP MAECKT' HEM BISCHOP VANDE KUNST

## Werken
De Bisschop is waarschijnlijk nooit naar Italië geweest. Hij liet zich vooral inspireren door andere kunstenaars. De Bisschop imiteerde de italianiserende stijl van Breenbergh door gebruik te maken van een goud-bruine kleur inkt. De inktkleur bisschop is naar hem genoemd. 
Hij schreef twee werken met instructies voor jonge kunstschilders, met kopieën van klassieke kunstenaars die hij zelf en Pieter Donker hadden gemaakt:
- Signorum Veterum Icones (Afbeeldingen van antieke beelden), met 112 gravures gemaakt in de periode 1668 - 1669
- Paradigmata Graphices variorum Artificum (Voor-beelden der Teken-Konst van verscheyde Meesters), gemaakt in 1671

Als kunstenaar heeft hij invloed gehad op Jacob van der Ulft.

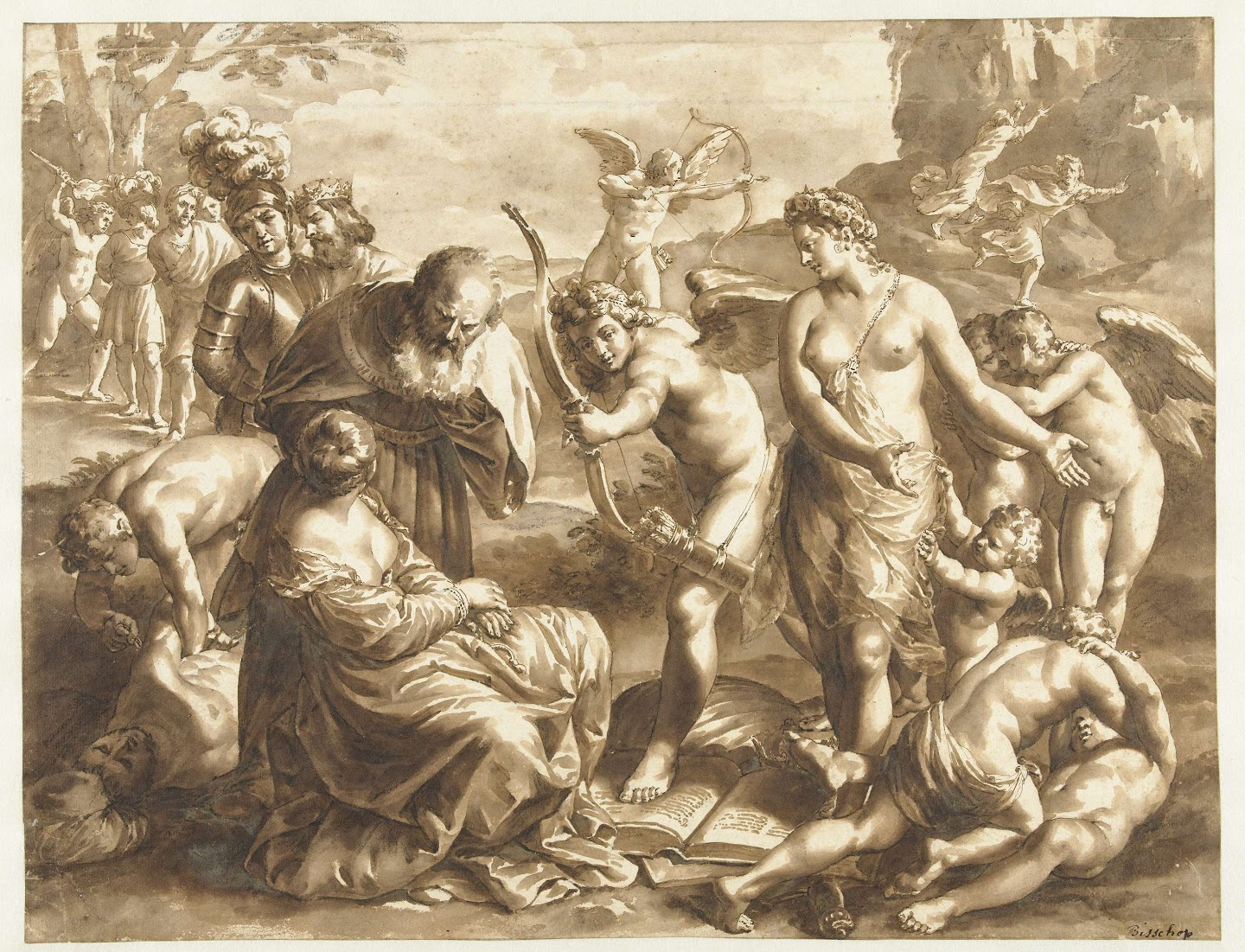
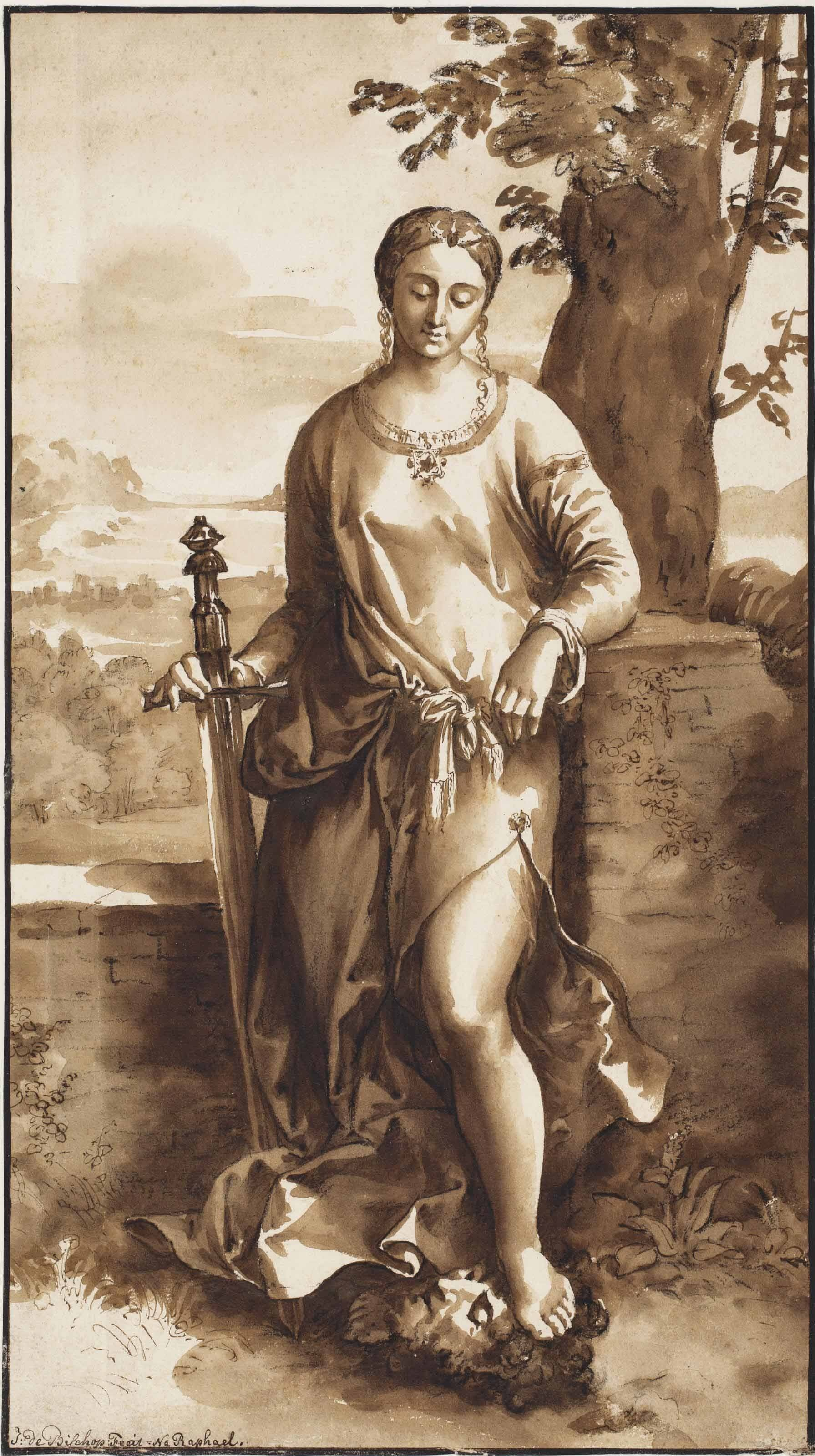
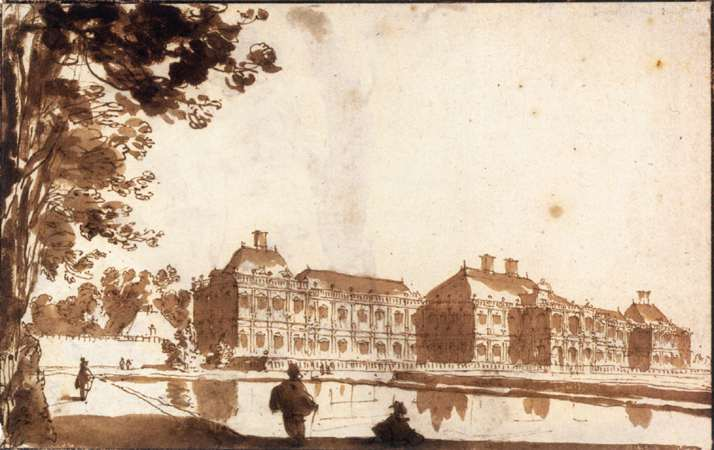
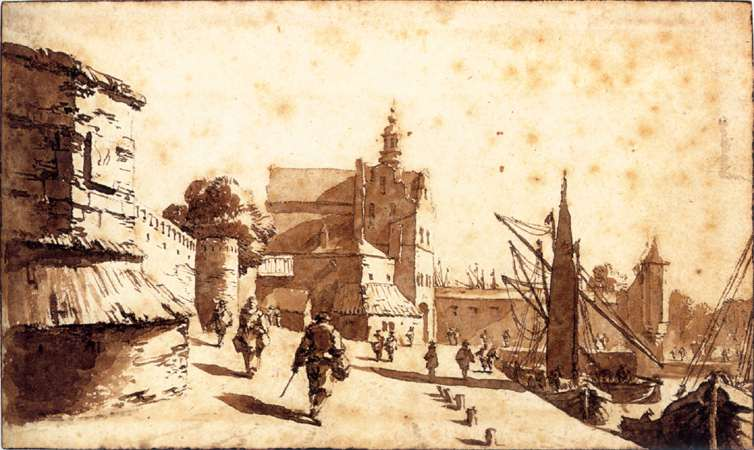

- Biblioteca Nacional de España: XX842530
- Bibliothèque nationale de France: cb14973780v (data)
- Biografisch Portaal: 01651389
- Digitale Bibliotheek voor de Nederlandse Letteren: biss001
- Gemeinsame Normdatei: 119424215
- International Standard Name Identifier: 0000 0001 0861 8516
- KulturNav: 0638c873-dbbd-4a4d-87b1-f1e9327ff59f
- Library of Congress Control Number: nr93045762
- Nederlandse Thesaurus van Auteursnamen: 071385231
- RKD-Nederlands Instituut voor Kunstgeschiedenis: 8646
- SNAC: w65r2b70
- Système universitaire de documentation: 053473132
- Union List of Artist Names: 500012701
- Virtual International Authority File: 284271
- WorldCat: E39PBJvhrdwM4CvwvtkJQvbcfq